# Bahnstrecke Baden-Oos–Baden-Baden
| Der Baden-Badener Stadtbahnhof, heute Festspielhaus |                         |                                |                                |
| Streckennummer (DB): | 4241                    |                                |                                |
| Kursbuchstrecke (DB): | 310c (1963)             |                                |                                |
| Kursbuchstrecke: | 302b (1946) 305e (1944) |                                |                                |
| Streckenlänge: | 4,26 km                 |                                |                                |
| Spurweite: | 1435 mm (Normalspur)    |                                |                                |
| Stromsystem: | 15 kV/16,7 Hz ~         |                                |                                |
| Maximale Neigung: | 8 ‰                     |                                |                                |
| Minimaler Radius: | 215 m                   |                                |                                |
| Zweigleisigkeit: | Baden-Oos–Baden-Baden   |                                |                                |
| |                         |                                |                                |
| \| \| \| von Mannheim \| \| \| \| 0,00 \| Baden-Oos (heute Baden-Baden) \| Baden-Oos (heute Baden-Baden) \| \| \| \| nach Basel \| \| \| \| \| von Basel (bis 21. April 1900) \| \| \| \| 0,60 \| Kreithgraben \| Kreithgraben \| \| \| 0,80 \| Ooser Landgraben \| Ooser Landgraben \| \| \| \| Schweigrother Straße \| \| \| \| \| Bahnstraße \| \| \| \| 3,60 \| Oos \| Oos \| \| \| 4,26 \| Baden-Baden \| Baden-Baden \| |                         |                                |                                |
| Strecke |                         | von Mannheim                   | von Mannheim                   |
| Bahnhof | 0,00                    | Baden-Oos (heute Baden-Baden)  | Baden-Oos (heute Baden-Baden)  |
| Abzweig ehemals geradeaus und nach rechts |                         | nach Basel                     | nach Basel                     |
| Abzweig geradeaus und von rechts (Strecke außer Betrieb) |                         | von Basel (bis 21. April 1900) | von Basel (bis 21. April 1900) |
| Brücke über Wasserlauf (Strecke außer Betrieb) | 0,60                    | Kreithgraben                   | Kreithgraben                   |
| Brücke über Wasserlauf (Strecke außer Betrieb) | 0,80                    | Ooser Landgraben               | Ooser Landgraben               |
| Brücke (Strecke außer Betrieb) |                         | Schweigrother Straße           | Schweigrother Straße           |
| Brücke (Strecke außer Betrieb) |                         | Bahnstraße                     | Bahnstraße                     |
| Brücke über Wasserlauf (Strecke außer Betrieb) | 3,60                    | Oos                            | Oos                            |
| Kopfbahnhof Streckenende (Strecke außer Betrieb) | 4,26                    | Baden-Baden                    | Baden-Baden                    |

Die Bahnstrecke Baden-Oos–Baden-Baden verband von 1845 bis 1977 die Stadt Baden-Baden mit der Bahnstrecke Mannheim–Basel. Die 4,26 Kilometer lange Stichbahn diente dem Nah- und Fernverkehr und war als Hauptbahn klassifiziert.

## Geschichte

### Infrastruktur
Da die Stadt Baden-Baden nicht in der Oberrheinischen Tiefebene, sondern im Tal der Oos liegt, konnte sie beim Bau der Badischen Hauptbahn aus topografischen Gründen nicht angebunden werden. Stattdessen wurde ein Bahnhof in der etwa vier Kilometer entfernt liegenden Gemeinde Oos eingerichtet. Da Baden-Baden bereits im 19. Jahrhundert ein mondänes Weltbad war, hatte der Badische Landtag gleichzeitig mit dem Bau der Badischen Hauptbahn auch eine Stichstrecke von Oos nach Baden-Baden beschlossen. Diese Zweigstrecke konnte am 27. Juli 1845 – nur ein Jahr, nachdem Oos an das Eisenbahnnetz angebunden worden war – eröffnet werden. Die Strecke endete in einem Kopfbahnhof. 
Im Laufe der Zeit erfuhr die Strecke mehrere Umbauten. Zwischen dem 19. und dem 21. März 1855 wurde sie gemeinsam mit den übrigen badischen Eisenbahnstrecken von Breitspur (1600 mm) auf Normalspur (1435 mm) umgebaut, zum 18. August 1908 erfolgte der zweigleisige Ausbau der Strecke und seit dem 27. Mai 1958 war sie elektrifiziert.

## Verkehr
Auf der Strecke verkehrten sowohl Zubringerzüge zum Bahnhof in Oos als auch Fernverkehrszüge und Kurswagen. In den Rennwochen wurden zudem Pendelzüge zwischen Baden-Baden und der Galopprennbahn in Iffezheim angeboten, um den internationalen Gästen eine bequeme Anreise zu ermöglichen.
Seit der Elektrifizierung trugen Triebwagen der Baureihen 425 und 445 die Hauptlast des Verkehrs.
Trotz ihrer Bedeutung für die Anbindung Baden-Badens galt die Strecke in den 1960er und 1970er-Jahren in den Augen der Baden-Badener Kommunalpolitik als veraltet und lästig. Insbesondere die zahlreichen Bahnübergänge gelten als Einstellungsgrund. Mit Beginn des Winterfahrplans 1977/78 wurde sie folglich stillgelegt; am 24. September 1977 verkehrte der letzte Zug.
Die beiden Bahnhöfe wurden mehrfach umbenannt. Siehe hierzu auch Bahnhof Baden-Baden.

## Gegenwart
Seit der Einstellung des Zugbetriebes wird die Verbindung in die Stadt ausschließlich durch die Omnibusse der Verkehrsbetriebe bedient. Die Gleisanlagen wurden nach der Stilllegung restlos entfernt. Im Zuge der Landesgartenschau 1981 entstand die so genannte Grüne Einfahrt nach Baden-Baden. Auf dem Gelände des ehemaligen Stadtbahnhofs wurde unter anderem das Festspielhaus Baden-Baden errichtet; das historische Empfangsgebäude bildet heute den Eingangsbereich.
Seit der zweiten Hälfte der 1990er Jahre gibt es Pläne, die Karlsruher Stadtbahn in das Stadtzentrum von Baden-Baden hineinzuführen. Hohe Investitionskosten sowie die ablehnende Haltung der Stadt Baden-Baden standen der Realisierung bisher entgegen. Die damalige Oberbürgermeisterin Margret Mergen wollte die Pläne jedoch erneut prüfen lassen.
Ein kurzer Gleisstumpf der ehemaligen Strecke dient heute als Abstell- und Umsetzgleis für in Baden-Baden endende Stadtbahnen.